# Xã Pioneer, Michigan
Xã Pioneer (tiếng Anh: Pioneer Township) là một xã thuộc quận Missaukee, tiểu bang Michigan, Hoa Kỳ. Năm 2010, dân số của xã này là 451 người.